# كريستوفر إس. بيدرسن
كريستوفر إس. بيدرسن (بالنرويجية البوكمول: Christopher S. Pedersen)‏ هو مغني نرويجي، ولد في 28 ديسمبر 1986.

## معرض صور

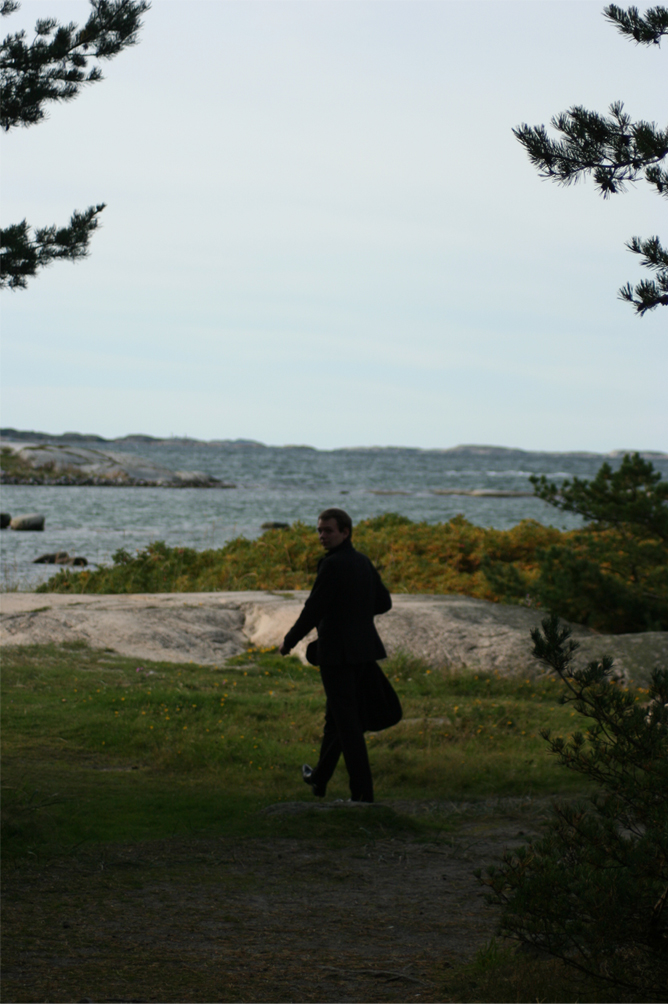
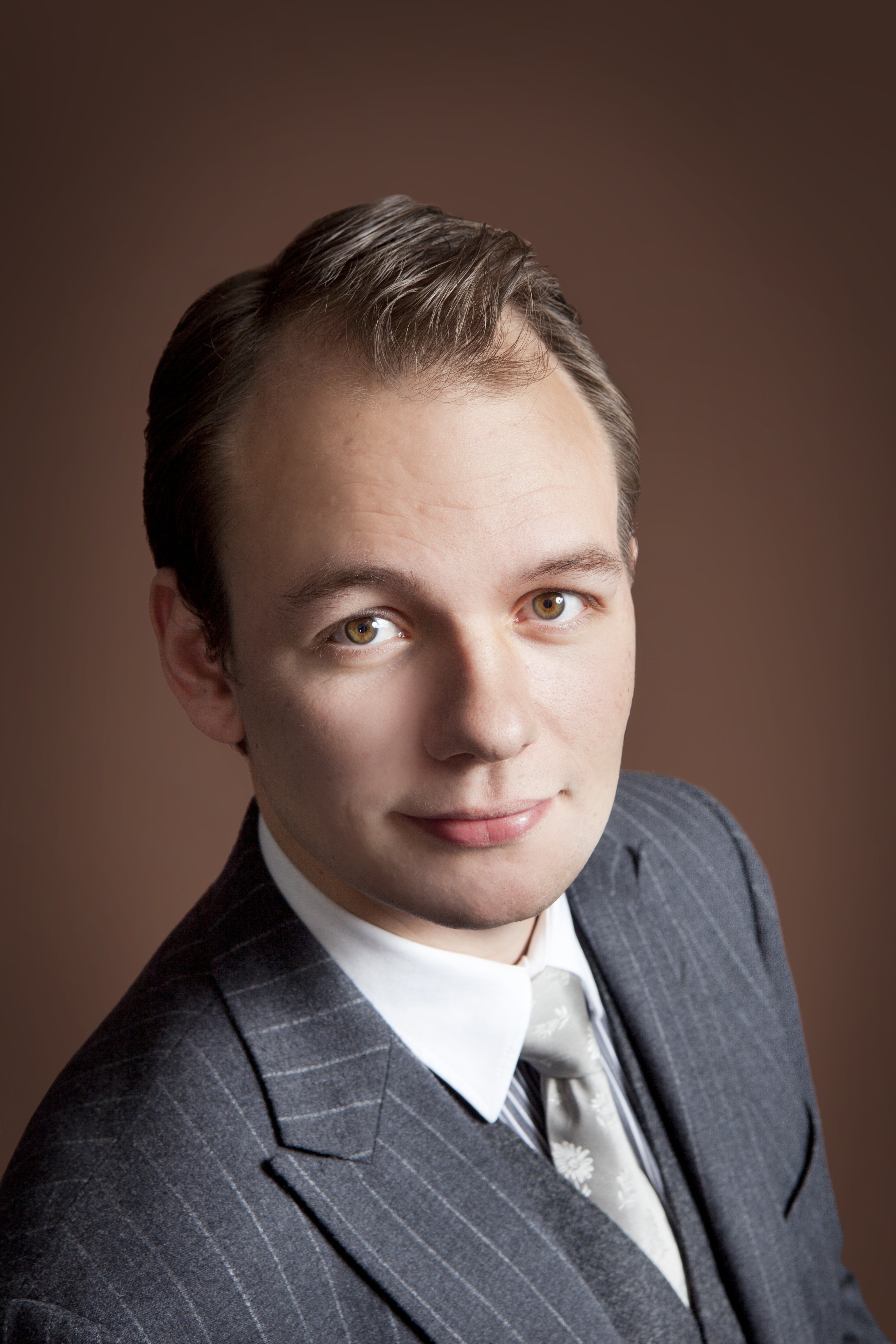
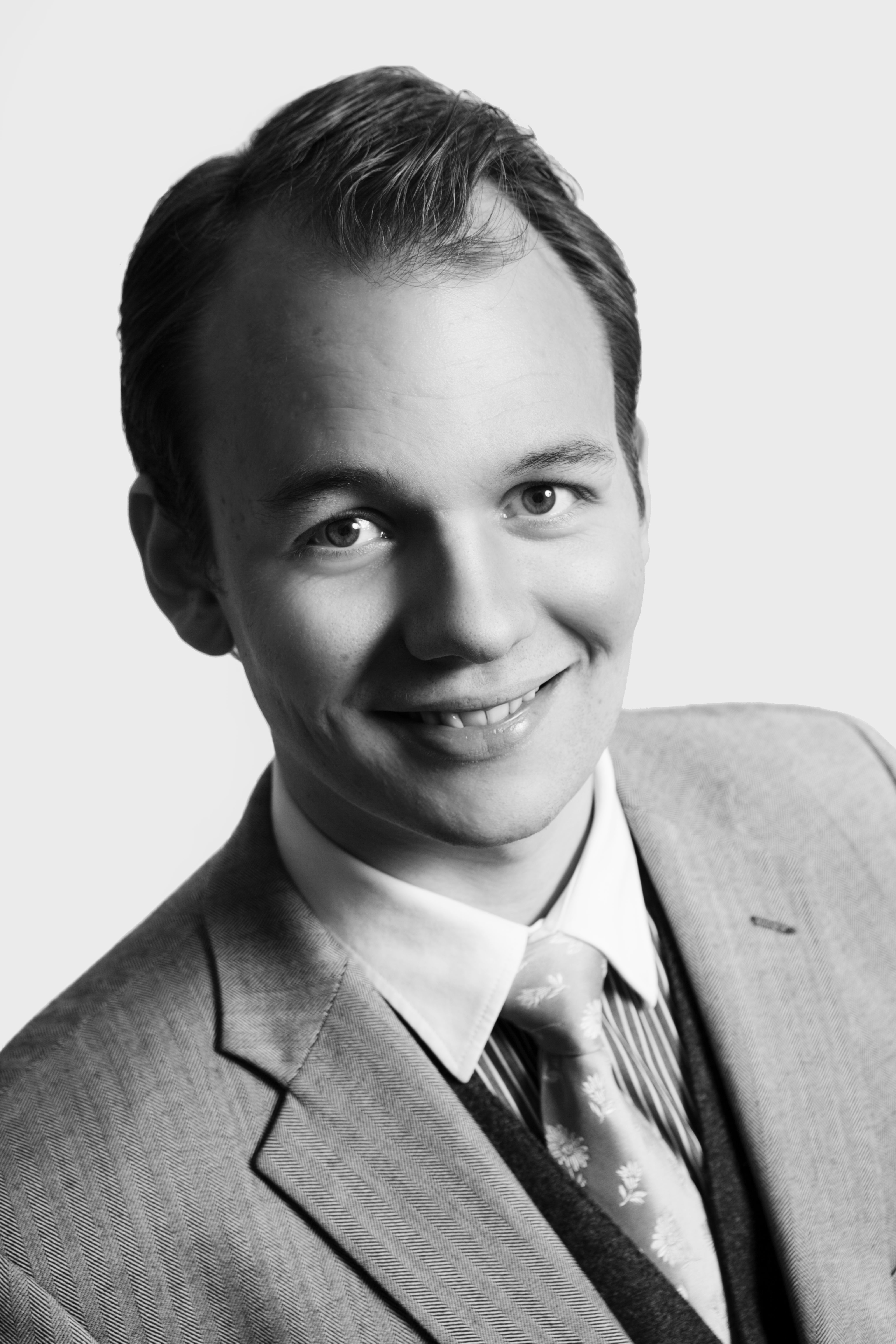
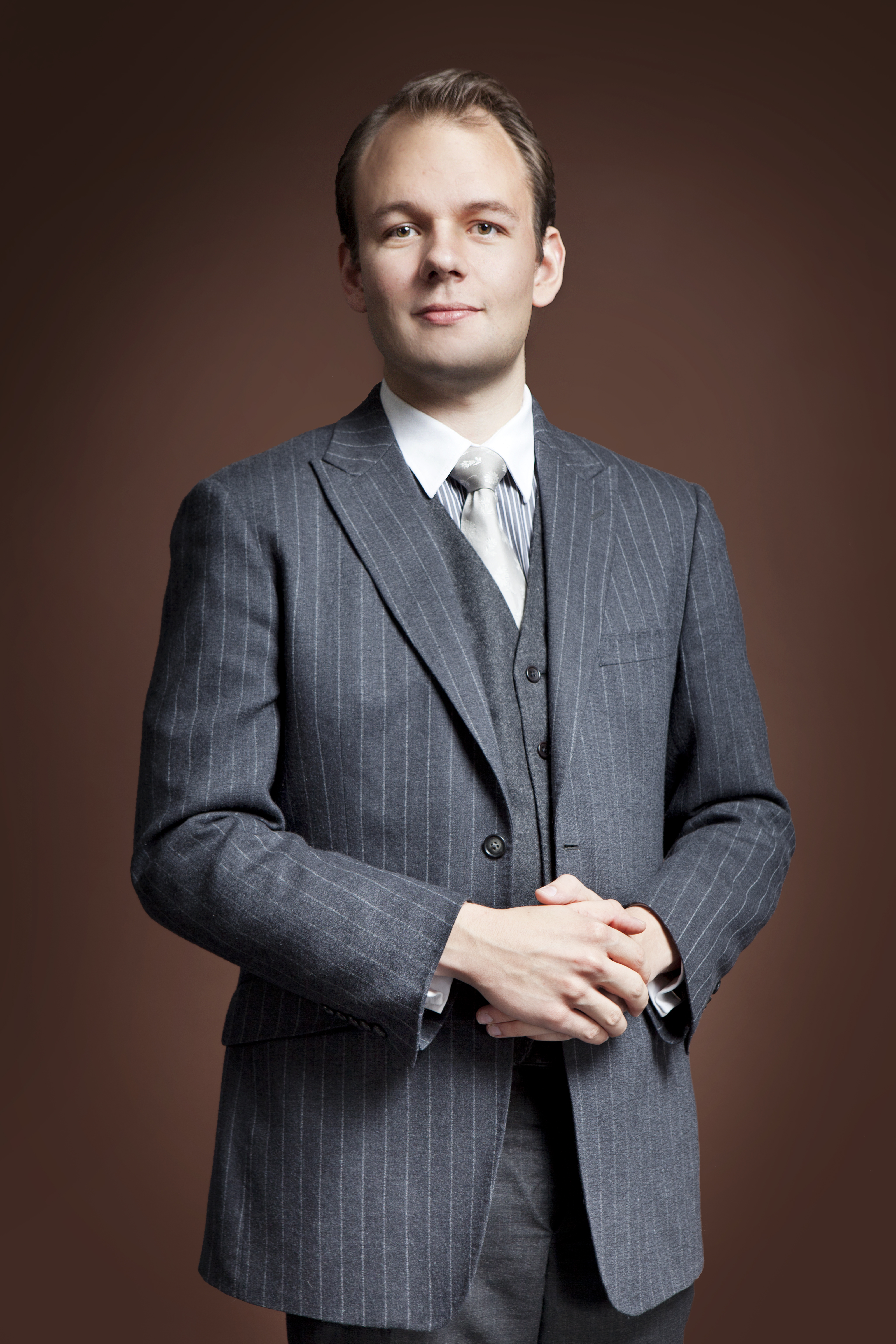
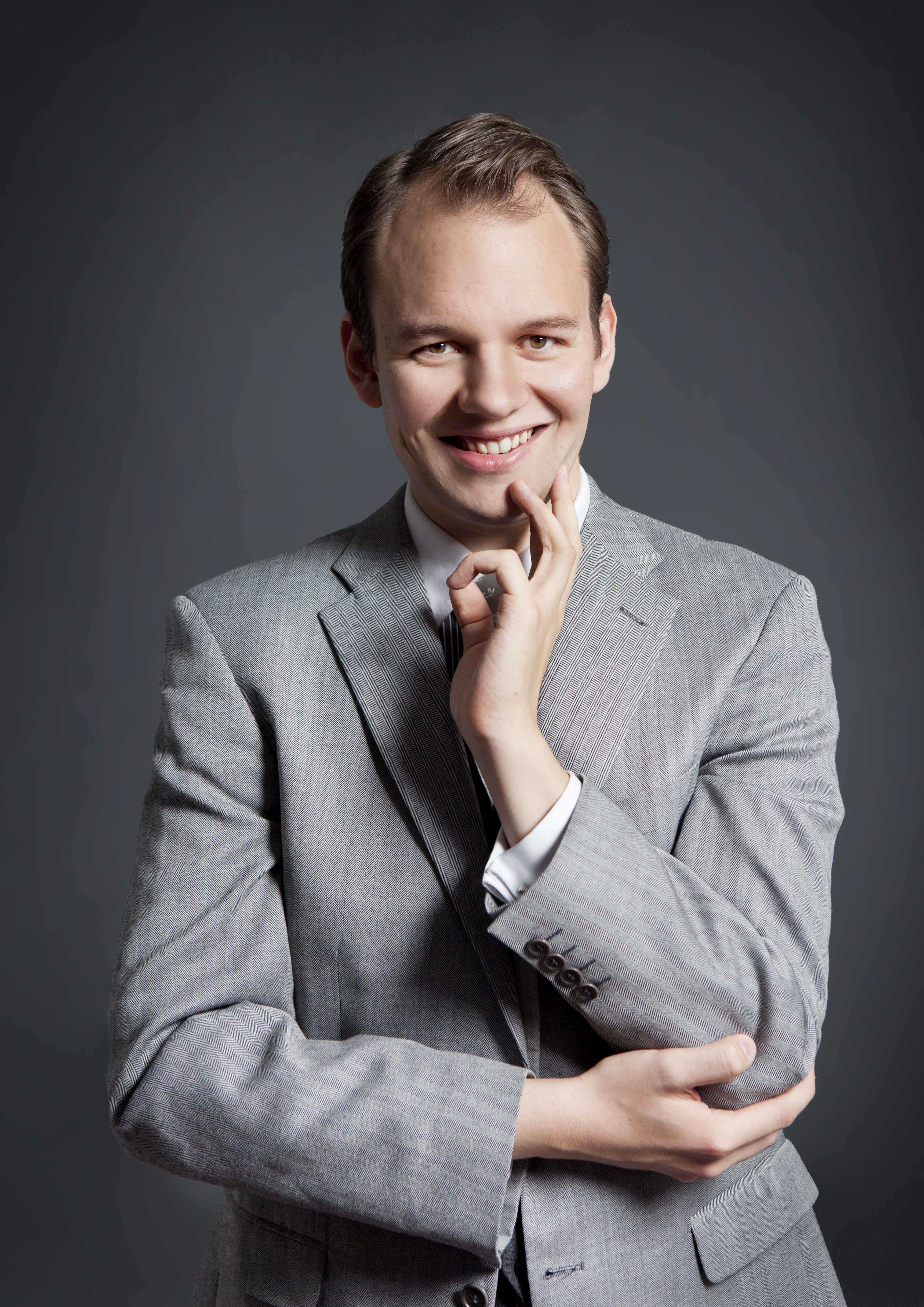

## وصلات خارجية
- الموقع الرسمي